# Mercado de abastos de Guadalajara
El mercado de abastos es una galería comercial de la ciudad de Guadalajara (España). Fue diseñado por Mariano Medarde en los años 1880, época en los que ocupó el puesto de arquitecto municipal. Esta intervención se incluía en un plan de mejoras de las infraestructuras y equipamiento urbano del que formaban parte el matadero de Guadalajara, la ampliación del cementerio municipal, la construcción de lavaderos públicos y la alineación de algunos paseos y calles.

## Antecedentes
La aprobación de los expedientes era un episodio más dentro de un largo debate que venía ocupando, desde tiempo atrás, parte de las sesiones del Concejo. En 1841, el Pleno Municipal trató previamente el establecimiento del mercado en las dependencias de los conventos de San Antonio y de la Concepción, pertenecientes al Estado tras la desamortización.
Esta opción fue infructuosa y en 1854 se apostó por un gran solar situado en las inmediaciones del Ayuntamiento y próximo a la iglesia de Santo Tomé. Pero el proyecto no encontraría viabilidad hasta 1884.

## Proyecto de Mariano Medade
El 24 de septiembre de 1883, el Ayuntamiento aprobó las condiciones económicas para contratar en subasta pública las obras de construcción del  mercado y plaza de abastos según el proyecto redactado por Mariano Medarde en febrero de ese año. El 21 de enero de 1886 se aprobabó el Acta de Replanteo del solar de la plaza de la Antigua, documento imprescindible para el comienzo de las obras.
Pero, con anterioridad al comienzo de las mismas, se realizaron modificaciones en el proyecto original que afectaron a los accesos, modificando la escalera de entrada desde la calle Alvarfáñez de Minaya y abriendo uno nuevo en el frente del Matadero. Meses después, en la Sesión del 31 de agosto de 1887, fue aprobada la recepción provisional de las obras.
Después de todo, el nuevo recinto sería inaugurado oficialmente la tarde del sábado 17 de septiembre de 1887. Según el Acta de Recepción definitiva y liquidación aprobada en la Sesión de 21 de marzo de 1888, el coste de las obras ascendió a 108.631,50 pesetas.
Para desarrollar el mercado y plaza de abastos el arquitecto municipal utilizó todo el espacio disponible de la plaza de la Antigua, después de dejar libre el ancho suficiente para trazar una calle circular entre las fachadas de las viviendas preexistentes y la nueva instalación mercantil. El recinto quedó delimitado por un muro perimetral de mampostería que, además, le permitía establecer una rasante para todo el conjunto desde el acceso abierto frente a la plaza de Don Pedro. La pendiente del solar y el nivel marcado en el extremo sur-oriental predisponían la ubicación de la nave comercial en el frente de mayor desnivel: el septentrional. Aquí se regularizó la cota creando una planta semisótano para almacenes con acceso directo desde el exterior.
En la plaza se alzaron, además del edificio principal para venta de productos comestibles perecederos, dos lonjas que ocupaban la casi totalidad del patio de operaciones: una para la comercialización de telas y mercancías diversas, y otra para granos y semillas. En ambos casos, se trataba de pórticos con esbeltas columnas de hierro fundido y cubiertas ligeras compuestas por formas de hierro atirantado y roblonado.
La propuesta constructiva para el mercado y plaza de abastos, y para todo el conjunto de edificios municipales erigidos en los años 1880, se mantuvo en una línea estilística de orden historicista, reiterando el desarrollo de fachadas rotundas y macizas, resueltas con fábricas de mampostería careada, aliviadas con machones de ladrillo para fragmentar la continuidad de la cortina y para reforzar y definir las esquinas de intersección entre planos. Así se evidencia también en la del matadero o en la del desaparecido lavadero del Cerro del Pimiento.
Esta traza compositiva está en relación directa con la que, con posterioridad, desplegará Ricardo Velázquez Bosco en algunas de sus construcciones levantadas en Guadalajara, y, por consiguiente, más allegada a la arquitectura en ladrillo de la Europa septentrional que a los cánones del mudéjar hispánico.
Después y en varias épocas se han ejecutado pequeñas obras de mantenimiento, conservación y reforma, siendo las de mayor envergadura las acometidas en los años 1960 y en los años 1990.

## Intervenciones de reforma

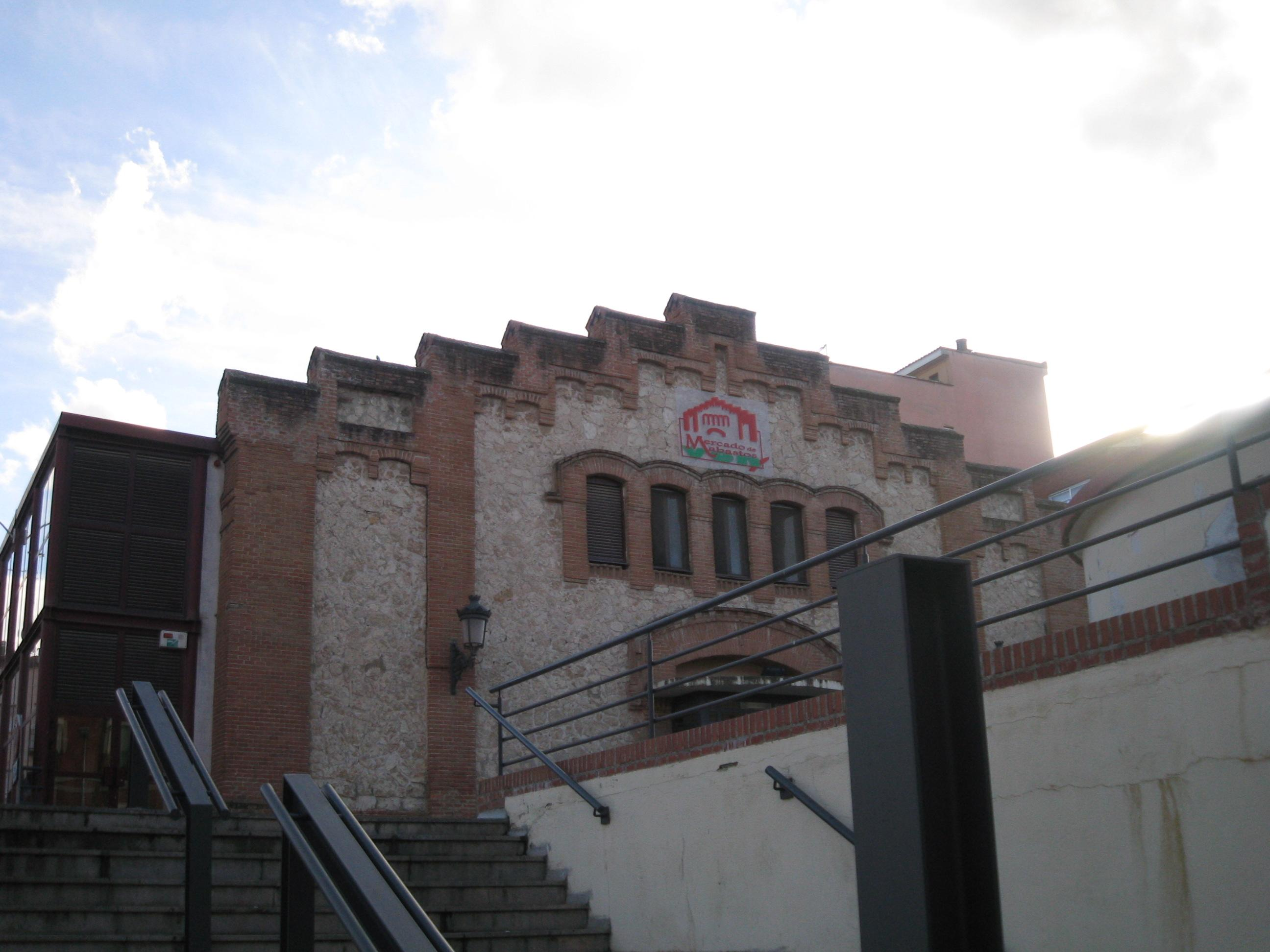
Entrada principal al mercado de abastos.

En 1962, a iniciativa del alcalde Pedro Sanz Vázquez, se transformó la nave según proyecto del arquitecto municipal Antoni Batllé. Entonces se dividió en dos alturas para establecer puestos cerrados, adosados a los flancos mayores y acondicionados para puntos de venta de toda clase de productos, además de colocar bancadas de obra en la zona central de la baja para verduras y frutas. Por otra parte, la planta semisótano original se habilitó para parque de material de incendios y para garaje de los vehículos de tracción mecánica del Ayuntamiento.
En junio de 1998 se procedió a la reapertura del histórico mercado tras la finalización de unas problemáticas obras que se prologaron más allá del tiempo previsto. Ahora, las principales intervenciones se ocuparon de restaurar las fábricas antiguas, de dotar a la nave de venta de los sistemas de refrigeración y ventilación necesarios y de crear nuevos accesos, en particular, una rampa exterior acristalada para la intercomunicación entre plantas. También, y en aras de favorecer la accesibilidad total, el sótano se transformó para albergar más puestos cerrados para la venta de comestibles.
Antes de esta última intervención ya se habían desmantelado las lonjas que existían en la plaza, empleándose parte de las columnas de hierro fundido para ornamentar el parque de los Ingenieros Militares.
Después de todas estas intervenciones, el mercado y plaza de abastos de Guadalajara sigue manteniendo las principales características con que fue diseñado en 1883, que son las propias de la arquitectura historicista de finales del siglo XIX.